# The Lady of the Lake (Scott)
The Lady of the Lake är en berättelse i diktform av Sir Walter Scott publicerad första gången 1810. Handlingen tilldrar sig i Trossachs i Skottland. Den är uppbyggd av sex sånger, av Scott kallade canto (latin för 'sång') och varje sång beskriver händelserna under en dag i berättelsen.
Verket har tre huvudteman: tävlingen mellan de tre männen Roderick Dhu, James Fitz-James, och Malcolm Graeme, om att vinna Ellen Douglas kärlek; fejden och försoningen mellan Jakob V av Skottland och James Douglas; och kriget mellan skottarna från lågländerna (ledda av Jakob V) och höglandsklanerna (ledda av Roderick Dhu från klanen Alpine). Diktverket hade oerhört stor inflytande under 1800-talet och inspirerade den så kallade Highland Revival. I slutet av 1900-talet var dock dikten nästan helt bortglömd och dess inflytande idag har således varit indirekt: Schuberts Ave Maria, Rossinis La donna del lago (1819), den rasistiska seden att bränna kors, den amerikanske abolitionisten Frederick Douglass' efternamn och sången Hail to the Chief är alla inspirerade av Scotts diktverk.
I legenden om Kung Artur förekommer också en Lady of the lake, men det finns inga andra kopplingar till legenden.

## Personer i berättelsen
- James Fitz-James, the Knight of Snowdoun, i själva verket kung Jakob V av Skottland som reser inkognito
- Ellen Douglas, James Douglas' dotter
- James Douglas, en gång Earl of Bothwell, lärare till den unge kung Jakob, nu landsförvisad som fiende
- Allan Bane, en bard
- Roderick Dhu, överhuvud i klanen Alpine, förklarad fredlös efter att ha begått ett kallblodigt mord vid det skotska hovet
- Lady Margaret, Roderick Dhus mor
- Malcolm Graeme, en ung höglandshövding och tidigare hovman hos kung Jakob, föremål för Ellens kärlek
- Brian the Hermit, en hednisk profet i druidtraditionen
- Duncan, en ledande medlem av klanen Alpine som just har dött
- Angus, Duncans son
- Norman, brudgum och medlem av klanen Alpine
- Mary, Normans brud
- Blanche of Devan, en kvinna från lågländerna, vars blivande make mördades på deras bröllopsdag av män från klanen Alpine vilket orsakade att Blanche förlorade förståndet

## Delar
- Canto I: The Chase, 'Jakten'
- Canto II: The Island, Ön'
- Canto III: The Gathering, 'Samlingen'
- Canto IV: The Prophecy, 'Profetian'
- Canto V: The Combat, 'Striden'
- Canto VI: The Guard-Room, 'Vaktlokalen'

## Bakgrund
Verket bygger inte på specifika historiska händelser, men har särskilda element som förekommit i Skottlands historia:
- Jakob V av Skottland tyckte om att ta reda på vad vanligt folk tyckte genom att resa inkognito i landet.
- Många av Skottlands kungar låg i fejd med överhuvudena för klanen Douglas, men försonades med dem.
- Klanen Alpine är en påhittad klan, men namnet påminner om klanen Siol Alpin. Dess historia påminner om klanen Gregors uppror mot den centrala skotska kungamakten.